# Петровське сільське поселення (Дубьонський район)
Петро́вське сільське поселення (рос. Петровское сельское поселение) — муніципальне утворення у складі Дубьонського району Мордовії, Росія. Адміністративний центр та єдиний населений пункт — село Петровка.

## Населення
Населення — 403 особи (2019, 434 у 2010, 493 у 2002).